# 2017 год в музыке

## Памятные даты

### Юбилеи музыкантов[1]

#### В память музыкантов
- - 160 лет — Руджеро Леонкавалло, композитор
  - 220 лет — Франц Шуберт, композитор
  - 230 лет — Александр Алябьев, композитор
  - 50 лет — Курт Кобейн, певец, музыкант

#### Отмечающие юбилейные даты
- - 80 лет — Иосиф Кобзон, советский и российский певец
  - 80 лет — Евгений Дога, композитор, пианист
  - 80 лет — Эдита Пьеха, певица
  - 70 лет — София Ротару, советская российская и украинская певица
  - 70 лет — Игги Поп, музыкант, вокалист группы The Stooges
  - 70 лет — Элтон Джон, певец, пианист и композитор
  - 60 лет — Сьюзи Сью, певица, автор песен
  - 50 лет — Филипп Киркоров, певец
  - 50 лет — Круспе, Рихард, гитарист группы Rammstein
  - 40 лет — Шакира, певица
  - 40 лет — Майк Шинода, вокалист, рэпер, гитарист, клавишник, основатель рок-группы Linkin Park
  - 40 лет — Джо Хан, диджей рок-группы Linkin Park
  - 40 лет — Брэд Делсон, гитарист рок-группы Linkin Park
  - 40 лет — Дэвид Фаррелл, гитарист рок-группы Linkin Park
  - 30 лет — Полина Гагарина, певица
  - 30 лет — Настя Каменских, певица

## События

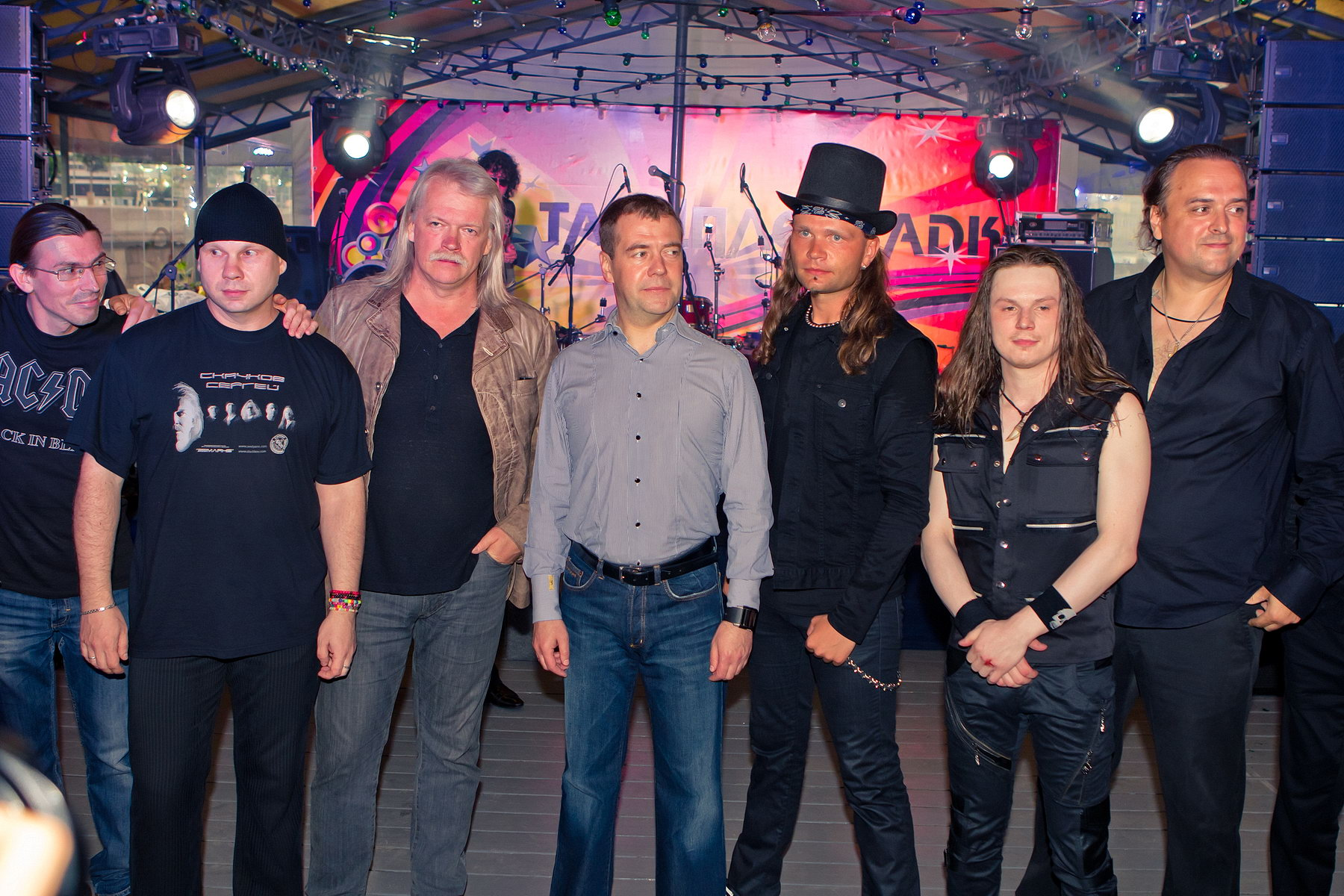
Дмитрий Медведев и группа «Земляне»

- 12 февраля — 59-я ежегодная церемония вручения наград «Грэмми».
- Май — 62-й конкурс песни «Евровидение — 2017». Даты полуфиналов — 9 мая и 11 мая, финал конкурса состоялся 13 мая 2017 года.
- 31 мая — в Москве открылся на новой площадке концертный клуб Алексея Козлова
- 1 августа — Леди Гага начала свой пятый концертный тур Joanne World Tour
- 8 — 14 сентября — 16-й конкурс молодых исполнителей «Новая волна»

## Концерты
- 17 февраля — концерт A Day to Remember в Stadium Live (Москва)[2].
- 25 февраля — концерт Sabaton в Kultuurikatel (Таллин)[источник не указан 3008 дней].
- 16, 18, 19 мая — концерты Enter Shikari в Arena Hall (Краснодар), в А2 (Санкт-Петербург) и в Stadium Live (Москва)[3].
- 13-15 июля — концерты Depeche Mode в Санкт-Петербурге и Москве в рамках Global Spirit Tour[4].
- 18-19 августа — Сергей Скачков и группа «Земляне», «Ария», «Кипелов», «Пилот», Вячеслав Бутусов, Ольга Кормухина, и другие артисты, выступили в музыкальной программе рок-фестиваля XXII-го байк-шоу «Русский реактор», организованного мотоклубом «Ночные волки» (Крым, Севастополь, гора Гасфорта).
- 28 октября, 6 ноября — концерты Oxxxymironа в Ледовом (Санкт-Петербург) и в Олимпийском (Москва)[5].
- 2 и 3 ноября — первые сольные концерты Ольги Бузовой в A2 (Санкт-Петербург) и в Известия Hall (Москва).

## Награды

### «Грэмми»
- Запись года
  - «Hello» — Адель
- Альбом года
  - 25 — Адель
- Песня года
  - «Hello»
- Лучший новый исполнитель
  - Chance the Rapper

### Billboard Music Awards
- Женщина года
  - Селена Гомес

### Зал славы рок-н-ролла
Исполнители:
- Electric Light Orchestra (Бив Бивэн, Рой Вуд, Джефф Линн и Ричард Тэнди)[6]
- Journey (Росс Вэлори[англ.], Эйнсли Данбар, Джонатан Кейн[англ.], Стив Перри, Грегг Роли, Стив Смит и Нил Шон)[7]
- Pearl Jam (Джефф Амент, Эдди Веддер, Стоун Госсард, Дэйв Крузен[англ.], Мэтт Кэмерон и Майк Маккриди)[8]
- Yes (Джон Андерсон, Билл Бруфорд, Тони Кэй, Тревор Рэбин, Крис Сквайр, Алан Уайт, Рик Уэйкман и Стив Хау)[9]
- Джоан Баэз[10]
- Тупак Шакур[11]

Награда за музыкальное мастерство:
- Найл Роджерс[12]

### Зал славы авторов песен
- Jay-Z[13]
- Бэбифейс[14]
- Берри Горди[15]
- Джимми Джем[16]
- Роберт Ламм[17]
- Терри Льюис[18]
- Макс Мартин[19]
- Джеймс Панкоу[англ.][20]

Награда Джонни Мерсера:
- Алан Менкен[21]

Награда Хэла Дэвида «Звёздный свет»:
- Эд Ширан[22]

Награда всемирному послу:
- Pitbull[23]

Награда Эйба Олмена издателю:
- Кэролайн Бьенсток[24]

### Зал славы кантри
- Алан Джексон[25]
- Джерри Рид[26]
- Дон Шлитц[англ.][27]

## Песни

### США
Хиты № 1 в США (Список синглов № 1 в США в 2017 году (Billboard) #1 Hits)
- «Despacito» — Luis Fonsi feat. Daddy Yankee & Justin Bieber (16 недель)
- «Shape of You» — Ed Sheeran (12 недель)
- «Rockstar» — Post Malone feat. 21 Savage (8 недель)
- «Bad and Boujee» — Migos feat. Lil Uzi Vert (3 недели)
- «Look What You Made Me Do» — Taylor Swift (3 недели)
- «Bodak Yellow» — Cardi B (3 недели)
- «Perfect» — Ed Sheeran (2 недели)
- «Starboy» — The Weeknd feat. Daft Punk (1 неделя)
- «Black Beatles» — Rae Sremmurd feat. Gucci Mane (1 неделя)
- «Humble» — Kendrick Lamar (1 неделя)
- «That's What I Like» — Bruno Mars (1 неделя)
- «I’m the One» — DJ Khaled feat. Justin Bieber, Quavo, Chance the Rapper & Lil Wayne (1 неделя)

### Великобритания
Хиты № 1 в Великобритании (UK Official Top 100 #1 Hits)
- «Shape of You» — Ed Sheeran (14 недель)
- «Despacito» — Luis Fonsi feat. Daddy Yankee & Justin Bieber (11 недель)
- «Havana» — Camila Cabello feat. Young Thug (5 недель)
- «Rockstar» — Post Malone feat. 21 Savage (4 недели)
- «Perfect» — Ed Sheeran (4 недели)
- «Too Good At Goodbyes» — Sam Smith (3 недели)
- «New Rules» — Dua Lipa (2 недели)
- «Look What You Made Me Do» — Taylor Swift (2 недели)
- «Rockabye» — Clean Bandit feat. Sean Paul & Anee-Marie (1 неделя)
- «Sign Of The Times» — Harry Styles (1 неделя)
- «Symphony» — Clean Bandit feat. Zara Larsson (1 неделя)
- «I’m the One» — DJ Khaled feat. Justin Bieber, Quavo, Chance the Rapper & Lil Wayne (1 неделя)
- «Bridge Over Troubled Water» — Artists For Grenfell (1 неделя)
- «Wild Thoughts» — DJ Khaled feat. Rihanna & Bryson Tiller (1 неделя)
- «Feels» — Calvin Harris feat. Pharrell Williams, Katy Perry & Big Sean (1 неделя)

### Россия
Хиты № 1 в России (Radio TopHit)
- «Attention» — Charlie Puth (9 недель)
- «Shape of You» — Ed Sheeran (8 недель)
- «Despacito» — Luis Fonsi feat. Daddy Yankee & Justin Bieber (7 недель)
- «Be Mine» — Ofenbach (5 недель)
- «Sad Story (Out Of Luck)» — Merk & Kremont (5 недель)
- «Моя Любовь» — Макс Барских (4 недели)
- «Туманы» — Макс Барских (3 недели)
- «Human» — Rag’n’Bone Man (2 недели)
- «Неделимы» — Artik & Asti (2 недели)
- «Katchi» — Ofenbach vs. Nick Waterhouse (2 недели)
- «Dusk Till Dawn» — Zayn feat. Sia (2 недели)
- «Впусти Музыку» — Ёлка (1 неделя)
- «Nentori» — Arilena Ara (1 неделя)
- «Feel It Still» — Portugal. The Man (1 неделя)

## Рейтинги
- Список альбомов № 1 в США в 2017 году (Billboard)
- Список кантри-альбомов № 1 в США в 2017 году (Billboard)
- Список кантри-хитов № 1 2017 года (Billboard)
- Список синглов № 1 в США в 2017 году (Billboard)
- Список синглов № 1 в России в 2017 году (TopHit)

## Группы
| Образовавшиеся - «Второй Ка» - 3RACHA - A.C.E - The Boyz - Dreamcatcher - Hurricane - KARD - Kneecap - NU'EST W - ONF - Pristin - The Rose - Stray Kids - Triple H - Wanna One - Weki Meki - Melon Music - Molchat Doma | Воссоединившиеся - Pleymo - Jethro Tull | Распавшиеся - I.O.I - Selfie - «Смысловые галлюцинации» - «Джокеры» - LiBiD0 - Ю-Питер - Flëur - «ДинаМа» - Black Sabbath - HIM - Yellowcard - Miss A - Wonder Girls - 2AM - «Винтаж» - «Инь-Ян» - «Грибы» - Zorge - R-Action - «Закат 99.1» | Ушедшие на перерыв - «Потап и Настя» - Bloodhound Gang - Girls Generation - Linkin Park |  |

## Скончались

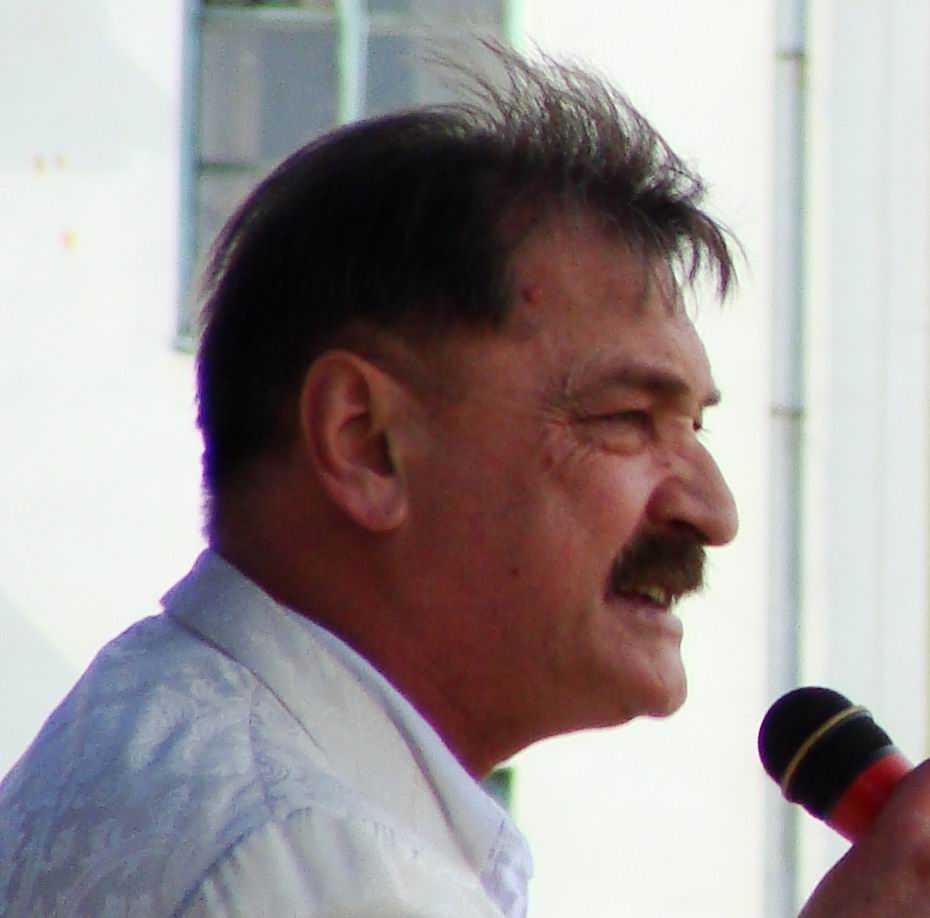
Александр Тиханович

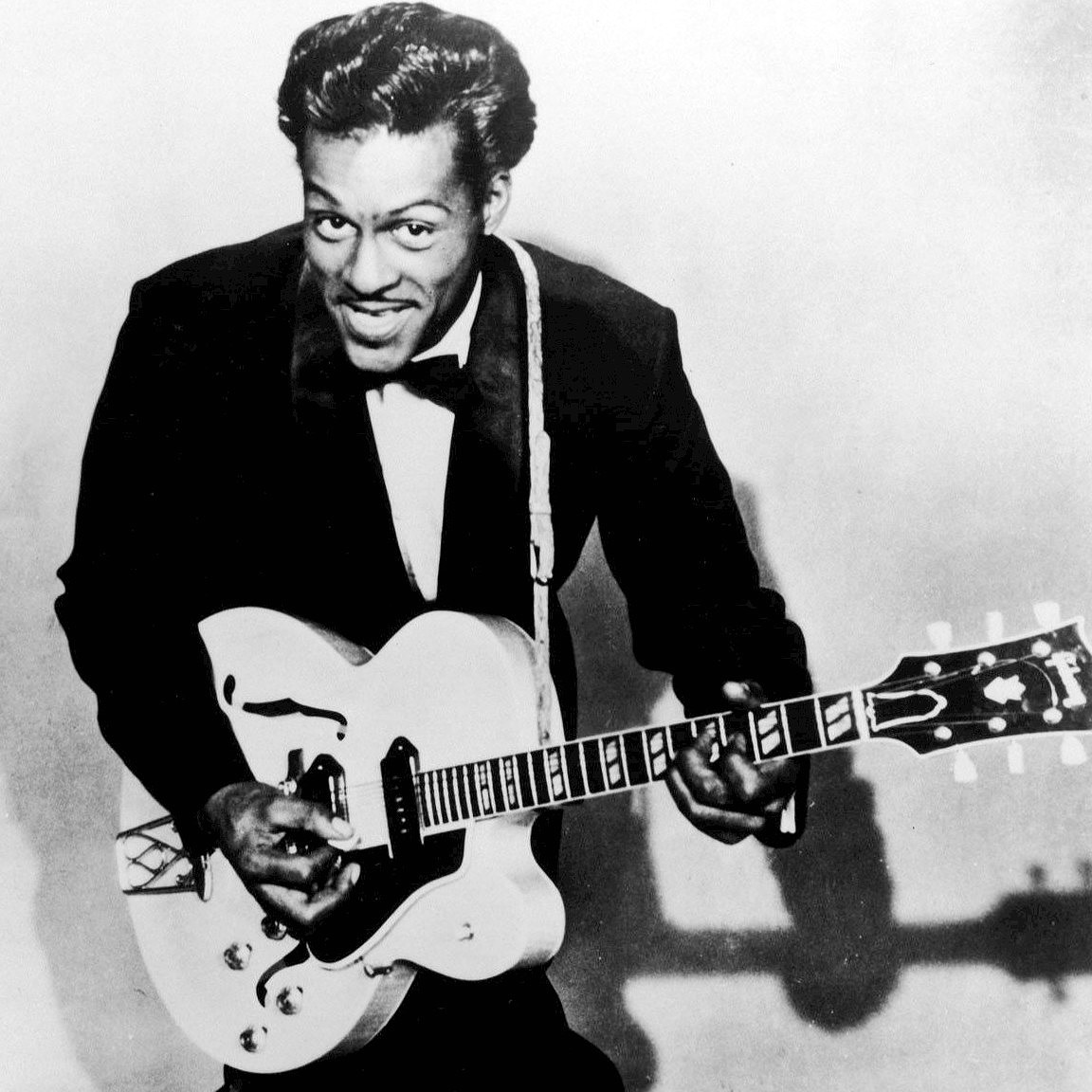
Чак Берри

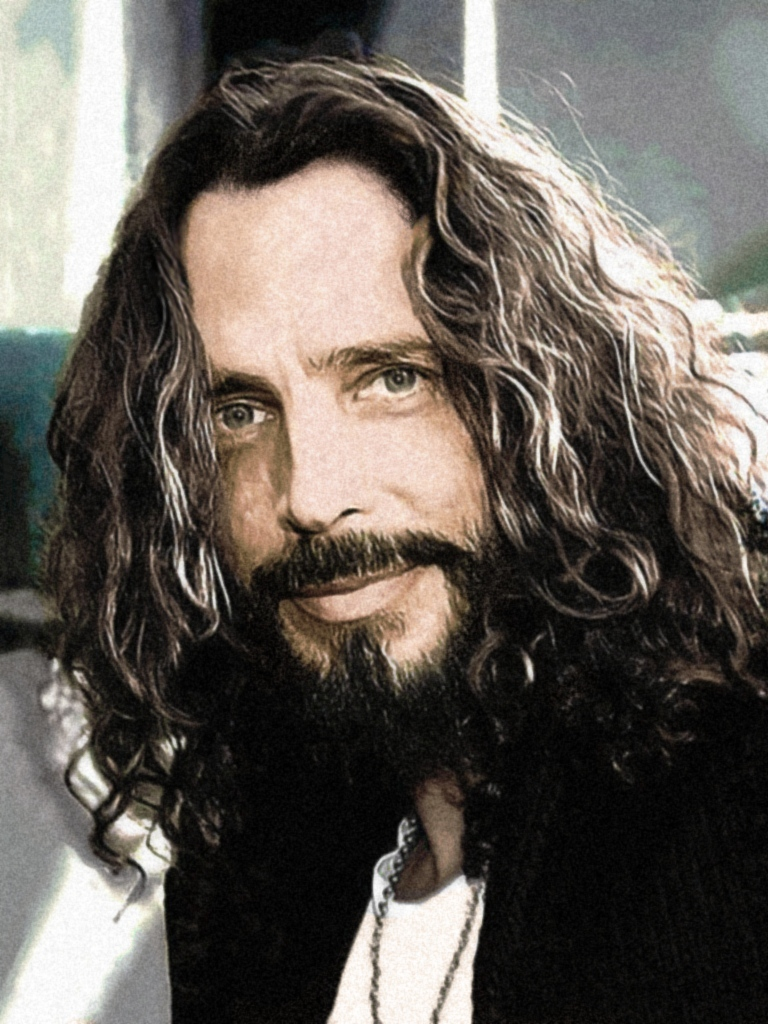
Крис Корнелл

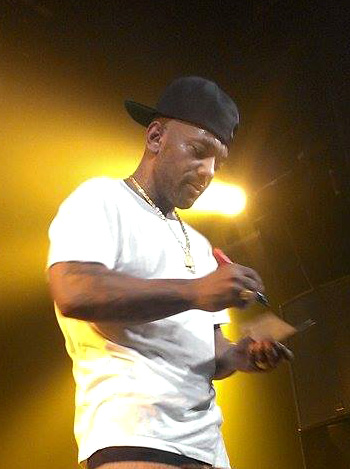
Альберт Джонсон

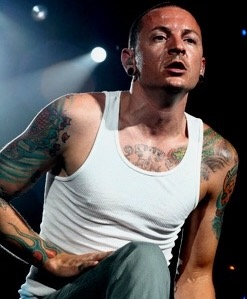
Честер Беннингтон

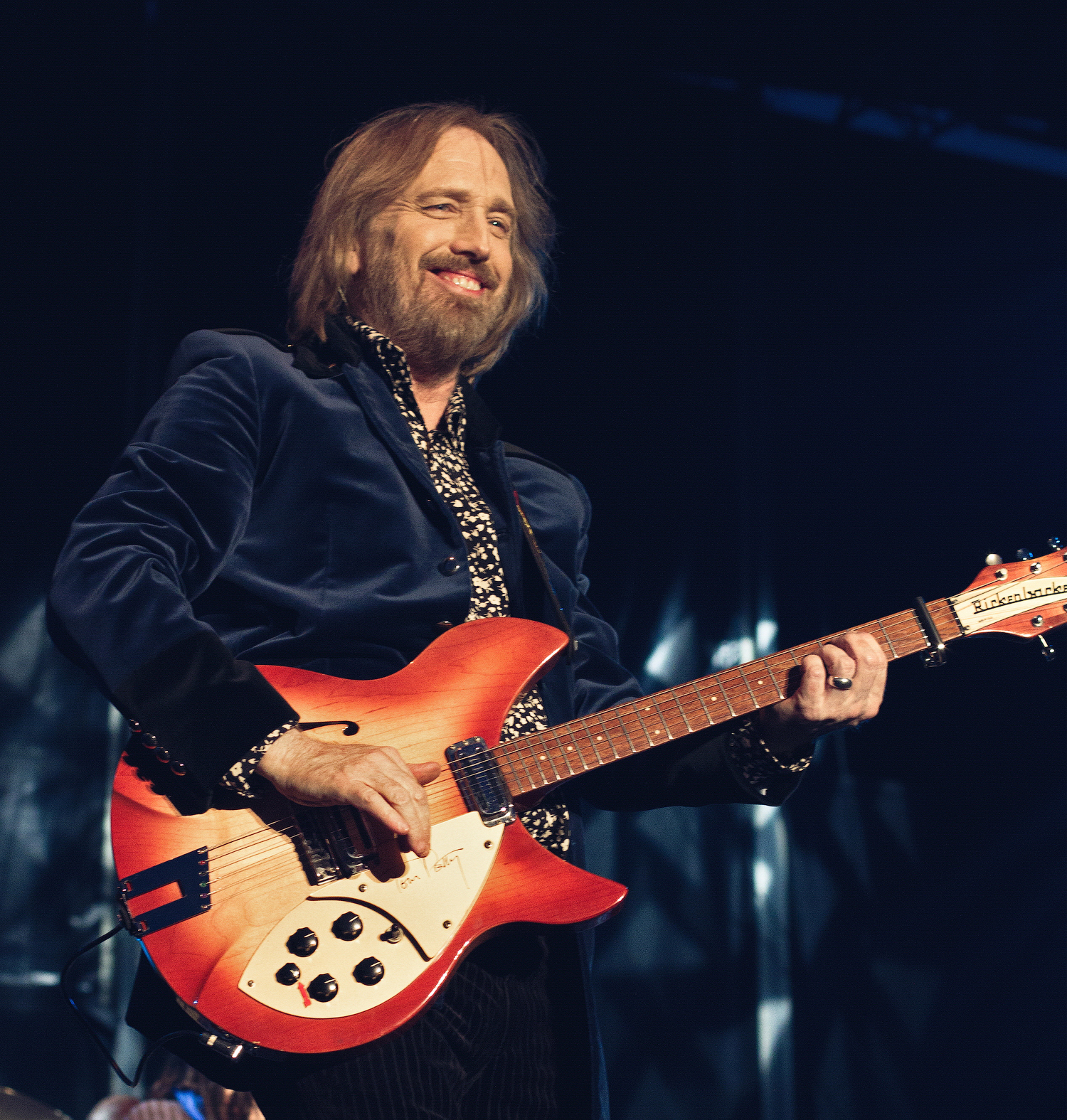
Том Петти

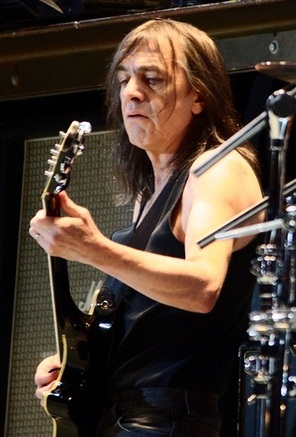
Малькольм Янг

### Январь
- 3 января — Аустра Пумпуре (88) — советская и латвийская певица, музыкант и музыкальный педагог
- 4 января
  - Анатолий Васильев (81) — советский и российский музыкант, основатель ВИА «Поющие гитары»
  - Жорж Претр (92) ― французский дирижёр
- 5 января
  - Слава Бондаренко (84) — советская и израильская актриса и оперная певица (лирико-драматическое сопрано)
  - Жеори Буэ (98) — французская оперная певица (сопрано)
- 7 января — Ежи Косселя (74) — польский певец, гитарист и автор песен, основатель групп Niebiesko-Czarni и Czerwone gitary
- 8 января — Николай Гедда (91) — шведский оперный певец (тенор)
- 10 января
  - Аугустинас Армонас (94) — советский и литовский флейтист, музыкальный педагог и дирижёр
  - Бадди Греко (90) — американский джазовый пианист и певец
  - Екатерина Иофель (93) — советская и российская оперная певица (меццо-сопрано) и музыкальный педагог
- 12 января
  - Меир Банай (56) — израильский певец, композитор и поэт-песенник
  - Розмари Ланг (69) — немецкая оперная певица (меццо-сопрано)
- 13 января — Мики Евремович (75) — югославский и сербский певец
- 14 января — Эдуард Цанга (37) — российский оперный певец (бас-баритон)
- 18 января — Роберта Питерс (86) — американская оперная певица (колоратурное сопрано)
- 19 января — Лоалва Браз (63) — бразильская певица, солистка группы Kaoma[29]
- 21 января
  - Анатолий Катц (80) — советский и российский пианист, композитор и музыкальный педагог
  - Азарий Мессерер (77) — советский и американский журналист, переводчик и пианист
  - Уолтер Моррисон[англ.] (62) — американский музыкант и продюсер, вокалист и клавишник группы Parliament-Funkadelic
  - Вельо Тормис (86) — советский и эстонский композитор, музыкальный этнограф и педагог
- 22 января
  - Яки Либецайт (78) — немецкий музыкант и композитор, один из основателей и барабанщик группы Can[30]
  - Яутрите Путныня (87) — советская и латвийская пианистка и музыкальный педагог
- 24 января — Бутч Тракс[англ.] (69) — американский музыкант, барабанщик группы The Allman Brothers Band
- 25 января
  - Мэри Тайлер Мур (80) — американская актриса, певица и продюсер
  - С. Россли (73 или 74) — сингапургский киноактёр и певец
- 26 января — Игорь Наймарк (61) — советский и израильский пианист, музыкальный педагог, композитор и аранжировщик
- 27 января
  - Павел Кудрявченко (64) — советский и российский оперный певец (тенор)
  - Анри-Луи де Ла Гранж (92) — французский музыковед
- 28 января
  - Анджей Никодемович (92) — польский композитор, пианист, дирижёр и музыкальный педагог
  - Джефф Николлс (72) — британский рок-музыкант и автор песен, клавишник группы Black Sabbath[31]
  - Александр Тиханович (64) — советский и белорусский эстрадный певец, участник ВИА «Верасы»[32]
- 31 января — Джон Уэттон (67) — британский певец, музыкант, автор песен и продюсер, участник групп King Crimson, U.K. и Asia[33]

### Февраль
- 4 февраля
  - Жерваз Алан де Пейер (90) — британский кларнетист
  - Матвей Либерман (92) — советский и израильский скрипач и музыкальный педагог
  - Алексей Моисеенко (69) — советский и российский оперный и камерный певец (тенор)
- 5 февраля — Гила Гольдштейн (69) — израильская актриса и певица
- 12 февраля — Эл Джерро (76) — американский джазовый певец и музыкант[34]
- 16 февраля — Юрий Алябов (59) — советский, молдавский и российский композитор и аранжировщик
- 19 февраля
  - Валерий Ковтун (74) — советский и российский аккордеонист и композитор
  - Ларри Корьелл (73) — американский джазовый гитарист
  - Максим Паперник (47) — украинский кинорежиссёр, продюсер и клипмейкер
- 21 февраля — Станислав Скровачевский (93) — польский и американский дирижёр и композитор
- 24 февраля — Леонид Екимов (86) — советский и российский оперный певец (баритон) и музыкальный педагог
- 26 февраля — Димитр Христов (83) — болгарский композитор, дирижёр, музыковед и педагог
- 27 февраля
  - Анатолий Никитин (85) — советский и российский виолончелист и музыкальный педагог
  - Эва Мария Сук (71) — венесуэльская и мексиканская пианистка польского происхождения

### Март
- 3 марта — Миша Менгельберг (81) — нидерландский джазовый пианист и композитор
- 5 марта — Курт Молль (78) — немецкий оперный певец (бас-профундо)
- 6 марта — Альберто Дзедда (89) — итальянский дирижёр и музыковед
- 8 марта — Дмитрий Межевич (76) — советский и российский актёр и бард
- 10 марта — Гидо Кокарс (95) — советский и латвийский хоровой дирижёр
- 11 марта — Илья Зайдентрегер (91) — советский и российский дирижёр и музыкальный педагог
- 16 марта — Константин Ступин (44) — советский и российский рок-музыкант и автор-исполнитель, лидер группы «Ночная трость»[35]
- 18 марта
  - Чак Берри (90) — американский певец, гитарист и автор песен[36]
  - Триша Браун (80) — американская танцовщица и хореограф
  - Низам Нурджанов (93) — советский и таджикский этнограф, театровед, балетовед, театральный критик и педагог
- 19 марта — Ли Лихуа (92) — китайская актриса и певица
- 20 марта — Луи Фремо (95) — французский дирижёр
- 23 марта
  - Нина Оксентян (100) — советская и российская органистка и музыкальный педагог
  - Лола Олбрайт (92) — американская актриса и певица
  - Азнор Ульбашев (87) — советский и российский балкарский актёр и певец
- 24 марта — Аво Увезян (91) — американский джазовый музыкант, композитор и бизнесмен армянского происхождения
- 25 марта — Эрнст Фридрих Зайлер (82) — немецкий и японский пианист
- 27 марта — Райнер Куссмауль (70) — немецкий скрипач и дирижёр
- 29 марта — Александр Жуковский (77) — советский и российский хоровой дирижёр и педагог

### Апрель
- 1 апреля — Николай Майборода (76) — советский и российский оперный певец (тенор)
- 7 апреля
  - Василий Литвин (75) — советский и украинский музыкант и композитор
  - Михаил Огородов (58) — советский и российский композитор, певец и музыкант
- 11 апреля — Вера Аношина (81) — советская и российская певица
- 12 апреля
  - Том Койн (62) — американский музыкальный мастеринг-инженер
  - Кени Ричардс (52 или 53) — американский музыкант, барабанщик группы Autograph
- 18 апреля — Франк Досталь (71) — немецкий певец, автор песен и продюсер
- 21 апреля — Нехама Лифшиц (89) — советская и израильская эстрадная певица
- 22 апреля
  - Вацлав Кучера (87) — чехословацкий и чешский композитор и музыковед
  - Донна Уильямс (53) — австралийская писательница, композитор, певица и скульптор
- 26 апреля — Эндрик Воттрих (52) — немецкий оперный певец (тенор)
- 27 апреля — Эдуард Бруннер (77) — швейцарский кларнетист
- 28 апреля — Лев Шугом (71) — советский и российский пианист и музыкальный педагог

### Май
- 1 мая — Кэти Бёттгер (84) — датская певица
- 2 мая
  - Григорий Жислин (71) — советский и российский скрипач, альтист и музыкальный педагог
  - Петер Комлош (81) — венгерский скрипач и музыкальный педагог
- 3 мая — Далия Лави (74) — израильская актриса, певица и модель
- 4 мая — Каусария Шафикова (68) — советская и российская писательница и поэтесса, автор текстов песен
- 9 мая
  - Роберт Майлз (47) — итальянский диджей и композитор[37]
  - Майкл Паркс (77) — американский актёр и певец
- 11 мая — Ибрагим Эркал (50) — турецкий певец, автор песен, композитор и актёр
- 12 мая — Ласло Викар (87) — венгерский музыковед, фольклорист, историк музыки и педагог
- 13 мая — Анатолий Борзов (88) — советский и российский танцовщик, хореограф и педагог
- 14 мая — Владимир Бесфамильнов (85) — советский и украинский баянист и музыкальный педагог
- 18 мая — Крис Корнелл (52) — американский музыкант, певец и автор песен, фронтмен групп Soundgarden, Audioslave и Temple of the Dog[38]
- 20 мая — Наталия Шаховская (81) ― советская и российская виолончелистка и музыкальный педагог
- 22 мая
  - Збигнев Водецкий (67) — польский музыкант, певец, композитор, актёр и телеведущий
  - Абрам Гендлер (95) — советский и украинский автор-исполнитель, фольклорист и педагог
- 27 мая — Грегг Оллмен (69) — американский певец и музыкант, вокалист, гитарист и клавишник группы The Allman Brothers Band
- 28 мая
  - Вадим Елизаров (67) — советский и российский танцор и педагог
  - Элизабет Хойнацка (77) — польская и французская клавесинистка
- 29 мая — Авзал Хайрутдинов (93) — советский и российский виолончелист и музыкальный педагог
- 30 мая — Дасари Нараяна Рао (75) — индийский актёр, режиссёр, продюсер, автор песен, журналист и политик
- 31 мая — Йиржи Белоглавек (71) — чехословацкий и чешский дирижёр

### Июнь
- 2 июня — Сергей Вихарев (55) — советский и российский актёр и хореограф, балетмейстер Мариинского театра
- 12 июня — Филип Госсетт (75) — американский музыковед и историк
- 15 июня
  - Альфия Авзалова (84) — советская и российская татарская певица
  - Кайла Гринбаум (95) — британская пианистка и композитор
- 19 июня
  - Ричард Туп (71 или 72) — австралийский музыковед британского происхождения
  - Анникки Тяхти (87) — финская певица
- 20 июня — Prodigy (42) — американский рэпер, музыкальный продюсер, автор песен и писатель, участник группы Mobb Deep
- 26 июня — Гандаб Кулиева (67) — советская и азербайджанская певица
- 28 июня — Вакиль Шугаюпов (80) — советский и российский мастер по изготовлению и реставрации башкирских национальных музыкальных инструментов
- 29 июня — Олег Яковлев (47) — российский певец, вокалист группы «Иванушки International»[39]

### Июль
- 2 июля — Хумар Зульфугарова (89) — советская и азербайджанская танцовщица и хореограф.
- 3 июля — Сергей Труханов (56) — советский и российский автор-исполнитель.
- 5 июля
  - Пьер Анри (89) — французский композитор.
  - Дмитрий Рубин (55) — советский и российский музыкант и поэт-песенник, участник групп «Секрет» и «Интеграл»[40].
- 9 июля — Ирина Лозовая (67) — советский и российский музыковед и педагог.
- 11 июля — Имран Усманов (64) — советский и российский чеченский певец, поэт и композитор.
- 12 июля — Тамара Миансарова (86) — советская и российская эстрадная певица (лирическое сопрано)[41].
- 16 июля
  - Вильфред (67) — австрийский певец и композитор.
  - Майя Глезарова (92) — советская и российская скрипачка и музыкальный педагог.
- 18 июля — Гарри Ширман (97) — советский и молдавский джазовый музыкант-мультиинструменталист, эстрадный композитор и дирижёр.
- 19 июля — Фенвик Смит (67 или 68) — американский флейтист и музыкальный педагог.
- 20 июля
  - Честер Беннингтон (41) — американский рок-музыкант и автор песен, вокалист групп Linkin Park и Dead by Sunrise[42].
  - Андреа Юргенс (50) — немецкая певица.
- 21 июля — Геннадий Ляшенко (79) — советский и украинский композитор, музыкальный педагог и музыковед.
- 22 июля — Вивиан Смоллвуд (84) — американская гитаристка, рэпер и актриса.
- 25 июля — Джеффри Гуррумул Юнупингу (46) — австралийский музыкант, певец и автор песен.
- 27 июля
  - Жиль Трамбле (84) — канадский композитор
  - Хания Фархи (57) — советская и российская эстрадная певица, актриса и композитор.
- Рома Англичанин (29) — российский и белорусский рэпер, битмейкер, участник групп «ЛСП» и «Грязь».
- 31 июля — Юрий Панюшкин (65) — советский и российский поэт и автор-исполнитель.

### Август
- 2 августа — Дэниел Лихт (60) — американский музыкант и композитор
- 4 августа — Вальтер Левин (92) — американский скрипач и музыкальный педагог немецкого происхождения, основатель и первая скрипка Ласалль-квартета
- 6 августа
  - Дэвид Масланка (73) — американский композитор
  - Мария Уварова (93) — советская и российская певица и хормейстер
- 8 августа
  - Барбара Кук (89) — американская певица и актриса
  - Глен Кэмпбелл (81) — американский кантри-певец и гитарист
  - Петерис Плакидис (70) — советский и латвийский композитор, дирижёр, пианист и музыкальный педагог
  - Павел Слободкин (72) — советский и российский композитор, продюсер, режиссёр и педагог, основатель и руководитель ВИА «Весёлые ребята»[43]
- 11 августа — Офелия Еркимбаева (80) — советская и киргизская актриса, театральный режиссёр, переводчица и либреттистка
- 14 августа
  - Азидолла Ескалиев (83) — советский и казахстанский композитор, домбрист, кюйши и музыкальный педагог
  - Бенард Игнер (72) — американский джазовый певец, музыкант, композитор и продюсер
- 15 августа
  - Павел Егоров (69) — советский и российский пианист и музыкальный педагог[44]
  - Чжу Цзяньэр (94) — китайский композитор
- 16 августа — Джо Уокер-Мэдор (93) — исполнительный директор Ассоциации музыки кантри (1962—1991)
- 19 августа — Би Уэйн (100) — американская певица и радиоведущая
- 20 августа
  - Александр Семёнов (55) — советский и российский музыкант, продюсер и композитор, вокалист группы «Рабфак»
  - Иван Федосеев (68) — советский и российский музыковед и педагог
  - Марго Хильшер (97) — немецкая актриса и певица
- 24 августа — Владимир Василёв (86) — советский и российский балетмейстер
- 25 августа — Энцо Дара (78) — итальянский оперный певец (бас-буффо)
- 29 августа — Дмитрий Коган (38) — российский скрипач
- 30 августа
  - Валерий Бендеров (64) — советский и украинский оперный певец (драматический тенор)
  - Л. Н. Шастри (46) — индийский певец и композитор
- 31 августа
  - Людмила Рюмина (68) — советская и российская певица
  - Тамара Чинарова (98) — австралийская балерина украинского, армянского и грузинского происхождения

### Сентябрь
- 3 сентября — Уолтер Беккер[англ.] (67) — американский музыкант, автор песен и музыкальный продюсер, сооснователь, гитарист и басист группы Steely Dan
- 5 сентября — Хольгер Шукай (79) — немецкий музыкант, сооснователь и бас-гитарист группы Can[45]
- 8 сентября — Дон Уильямс (78) — американский кантри-певец,  музыкант и автор песен
- 9 сентября — Родион Басс (64) — советский и белорусский музыкальный продюсер, режиссёр и директор фестивалей
- 12 сентября — Валерий Шелякин (76) — советский и российский балетмейстер и педагог
- 14 сентября
  - Ашуг Адалят (78) — советский и азербайджанский ашуг
  - Клара Крахмалёва (90) — советская и российская актриса оперетты
- 16 сентября — Бренда Льюис (96) — американская оперная певица (сопрано), оперный режиссёр и музыкальный педагог
- 18 сентября — Зураб Соткилава (80) — советский, грузинский и российский оперный певец (тенор) и музыкальный педагог[46]
- 19 сентября — Леонид Харитонов (84) — советский и российский оперный певец (баритональный бас)
- 20 сентября — Вадим Коновалов (83) — советский и российский саксофонист и композитор
- 23 сентября
  - Чарльз Брэдли (68) — американский соул-певец
  - Петко Радев (84) — болгарский кларнетист
  - Цисана Татишвили (79) — советская и грузинская оперная певица (сопрано) и музыкальный педагог
- 24 сентября — Вадим Храпачёв (70) — советский и украинский композитор
- 26 сентября — Барри Деннен (79) — американский певец и актёр
- 27 сентября
  - Энн Джеффрис (94) — американская актриса и певица
  - Егор Клинаев (18) — российский актёр, певец и телеведущий
  - Зузана Ружичкова (90) — чехословацкая и чешская клавесинистка и музыкальный педагог
  - Джой Флеминг (72) — немецкая певица
- 29 сентября
  - Зоя Денисова (89) — советская и российская певица и музыкальный педагог
  - Дмитрий Смольский (80) — советский и белорусский композитор
  - Владо Штефанчич (86) — югославский и хорватский режиссёр, радио- и телеведущий, актёр, певец и танцор
- 30 сентября — Андрей Меньшиков (72) — советский и российский поэт, драматург и сценарист, автор текстов песен

### Октябрь
- 2 октября
  - Азра Колакович (40) — боснийская певица
  - Том Петти (66) — американский рок-музыкант, певец и автор песен, лидер группы Tom Petty and the Heartbreakers[47]
  - Клаус Хубер (92) — швейцарский скрипач, композитор, дирижёр и музыкальный педагог
  - Эванхелина Элисондо (88) — мексиканская актриса, певица и художница
- 8 октября — Константин Шаров (63) — советский и белорусский клавесинист и органист
- 9 октября — Вячеслав Семёнов (69) — советский и российский гитарист, композитор и музыкальный педагог, участник ВИА «Коробейники» и «Надежда»
- 10 октября — Джин Вентуорт (88 или 89) — американская пианистка
- 14 октября — Фёдор Глущенко (73) — советский, российский и украинский дирижёр
- 16 октября — Николай Охотников (80) — советский и российский оперный певец (бас) и музыкальный педагог
- 17 октября — Даниэль Дарьё (100) — французская актриса и певица
- 18 октября — Фил Миллер (68) — британский гитарист
- 21 октября — Артур Жилкин (79) — советский и российский оперный певец (лирический тенор)
- 22 октября
  - Дэйзи Берковиц (49) — американский музыкант, основатель и гитарист группы Marilyn Manson[48]
  - Джордж Янг (70) — шотландский и австралийский рок-музыкант и музыкальный продюсер, участник групп The Easybeats и AC/DC[49]
- 24 октября — Фэтс Домино (89) — американский пианист, певец и композитор[50]
- 28 октября — Жанна Владимирская (78) — советская и американская актриса, журналистка и радиоведущая

### Ноябрь
- 1 ноября — Борис Дубоссарский (70) — советский и молдавский композитор, скрипач, альтист и музыкальный педагог
- 4 ноября — Роберт Найт (72) — американский певец
- 7 ноября — Пол Бакмастер (71) — британский музыкант, аранжировщик и композитор
- 8 ноября — Георгий Портнов (89) — советский и российский композитор и дирижёр
- 9 ноября — Чак Мосли[англ.] (57) — американский музыкант, певец и автор песен, вокалист группы Faith No More[51]
- 15 ноября
  - Луис Бакалов (84) — аргентинский и итальянский композитор
  - Lil Peep (21) — американский рэпер, певец и автор песен[52]
- 18 ноября — Малкольм Янг (64) — австралийский рок-музыкант, основатель и ритм-гитарист группы AC/DC[53]
- 19 ноября
  - Уоррен Мур[англ.] (79) — американский певец, автор песен и продюсер, вокалист группы The Miracles
  - Делла Риз (86) — американская актриса и певица
  - Мел Тиллис (85) — американский кантри-певец
- 21 ноября — Дэвид Кэссиди (67) — американский актёр и певец
- 22 ноября
  - Джордж Авакян (98) — американский музыкальный продюсер, педагог и историк джаза армянского происхождения
  - Дмитрий Хворостовский (55) — советский и российский оперный певец (баритон)[54]
- 26 ноября — Анатолий Молодов (88) — советский и казахстанский хоровой дирижёр и музыкальный педагог
- 27 ноября — Бернд Симон (71) — немецкий поп-певец, музыкальный продюсер и актёр озвучивания
- 30 ноября — Джим Нэйборс (87) — американский актёр, певец и комик

### Декабрь
- 3 декабря — Адам Дариус (87) — американский танцор, хореограф, писатель и мим
- 5 декабря — Джонни Холлидей (74) — французский рок-певец, композитор и актёр[55]
- 7 декабря — Жермена Гейне-Вагнер (94) — советская и латвийская оперная певица (сопрано) и музыкальный педагог[56]
- 8 декабря — Владимир Курбет (87) — советский и молдавский балетмейстер, хореограф, педагог, фольклорист и публицист
- 9 декабря — Ландо Фьорини (79) — итальянский актёр и певец
- 10 декабря — Лев Венедиктов (93) — советский и украинский хоровой дирижёр и музыкальный педагог
- 12 декабря — Харри Спарнай (73) — нидерландский бас-кларнетист
- 16 декабря — Кили Смит (89) — американская джазовая певица
- 18 декабря — Ким Джонхён (27) — южнокорейский певец, автор песен и продюсер, солист группы SHINee[57]
- 19 декабря — Нина Патрушева (90) — советская и казахстанская скрипачка и музыкальный педагог
- 21 декабря — Доминик Фронтир (86) — американский композитор, аранжировщик и аккордеонист
- 22 декабря — Валентин Бадьяров (70) — советский и белорусский певец, музыкант и композитор, участник ВИА «Песняры» и «Поющие гитары», руководитель ВИА «Сябры»
- 25 декабря — Владимир Шаинский (92) — советский и российский композитор, музыкант и музыкальный педагог[58]
- 28 декабря — Роуз Мари (94) — американская актриса и певица
- 30 декабря — Чингиз Садыхов (88) — советский, азербайджанский и американский пианист
- 31 декабря — Юрий Генбачёв (76) — советский и российский музыкант, барабанщик ВИА «Самоцветы» и «Пламя»